# Алфаедо (Сондрио)
Алфаедо (итал. Alfaedo) је насеље у Италији у округу Сондрио, региону Ломбардија.
Према процени из 2011. у насељу је живело 2 становника. Насеље се налази на надморској висини од 801 м.